# Promachus contradicens
Promachus contradicens là một loài ruồi trong họ Asilidae. Promachus contradicens được Walker miêu tả năm 1858.